# Olympische Sommerspiele 2000/Teilnehmer (Guyana)
| Gelbes Symbol für Goldmedaillen mit stilisierten Olympischen Ringen | Graues Symbol für Silbermedaillen mit stilisierten Olympischen Ringen | Braundes Symbol für Bronzemedaillen mit stilisierten Olympischen Ringen |
| ------------------------------------------------------------------- | --------------------------------------------------------------------- | ----------------------------------------------------------------------- |
| —                                                                   | —                                                                     | —                                                                       |

Guyana nahm bei den Olympischen Spielen 2000 in der australischen Metropole Sydney mit vier Athleten teil. 

## Teilnehmer nach Sportart

### Leichtathletik
- Charles Allen
Männer, 110 m Hürden: in der 1. Runde ausgeschieden (14:21 min)
- Aliann Pompey
Frauen, 400 m: im Viertelfinale ausgeschieden (53,42 s)
- Ian Roberts
Männer, 800 m: in der 1. Runde ausgeschieden (1:52,32 min)
- Paul Tucker
Männer, 400 m Hürden: in der 1. Runde ausgeschieden (50,92 min)